# حنا جیلانی
حنا جیلانی (اردو: حنا جیلانی؛ زادهٔ ۱۹ دسامبر ۱۹۵۳) وکیل مدافع دادگاه عالی پاکستان و فعال حقوق بشر، و وکیل اهل پاکستان است.

## زندگی و حرفه
حنا جیلانی در ۱۹ دسامبر ۱۹۵۳ در شهر لاهور در ایالت پنجاب پاکستان متولد شد.
وی در سال ۱۹۷۹ کارهای حقوقی را در حالی شروع کرد که پاکستان تحت قانون مارشال بود.
جیلانی، یک مدافع حقوق بشر در سطح بین‌المللی می‌باشد. در فوریه ۱۹۸۰ وی با خواهرش عاصمه جیلانی جهانگیر، اولین کمیته حقوقی جهت دفاع از زنان پاکستان را در لاهور تأسیس کرد. این کمیته AGHS Legal Aid Cell (ALAC) نام گذاری شد. ابتدا فعالیت‌های این کمیته محدود به ارائه کمک قانونی به زنان بود اما به تدریج این فعالیت‌ها شامل آموزش، حفاظت از زنان از تبعیض، تحقیقات قانونی، مشاوره و ارائه کمک‌های حقوقی را نیز دربرگرفت.
وی همچنین یکی از بنیانگذاران کمیسیون حقوق بشر پاکستان می‌باشد.
جیلانی یک پناهنگاه نیز برای زنان فراری از خشونت تأسیس کرد.
او یک وکیل و فعال اجتماعی در زمینه صلح، حقوق بشر و حقوق زنان در پاکستان در سه دهه اخیر می‌باشد. تخصص وی در زمینه حقوق بشر و به ویژه در مورد حقوق بشر زنان، کودکان، اقلیت‌ها، جلوگیری از کار اجباری کودکان، زندانیان سیاسی و دیگر موارد می‌باشد. تلاش و مبارزه او برای حقوق کودکان، به ویژه حمایت از کودکان کار که در کارهای خطرناک مشغول به کار بودند، منجر به تصویب قانون مربوط به استخدام کودکان در سال ۱۹۹۱ شد.
جیلانی همچنین با شورای حقوق بشر سازمان ملل متحد در امور زنان همکاری دارد. از سال ۲۰۰۰ تا ۲۰۰۸، او نماینده ویژه دبیرکل سازمان ملل متحد در دفاع از حقوق بشر بود. در سال ۲۰۰۶، او به کمیته بین‌المللی تحقیق در مورد سازمان ملل متحد در دارفور، سودان منصوب شد. او همچنین عضو هیئت علمی حقوق بشر در زمینه تروریسم، مبارزه با تروریسم و حقوق بشر است.

## تهدیدات
در نتیجه، کار و تلاش‌های او در زمینه دفاع از حقوق زنان، جیلانی و جهانگیر، دستگیر شدند. چندین بار خودش و خانواده اش تهدید به مرگ شدند. در جریان بدست گرفتن یک کیس حقوقی جهت دفاع از یک زن پاکستانی که خواستار طلاق بود، جیلانی تحت فشار و درمعرض خطر مرگ قرار گرفت.